# 1040.
1040. je peto desetletje v 11. stoletju med letoma 1040 in 1049. 